# Incontri internazionali di rugby a 15 di metà anno 2009
Nel rugby a 15 è tradizione, tra maggio e luglio una serie di test, che comprendono una serie di incontri tra le squadre dell'emisfero nord in tour all'emisfero sud. Con "Down Under Tour" sono indicati proprio i tour che si svolgono nell'emisfero australe tra maggio e luglio, in particolare ad opera delle squadre dell'emisfero nord.

## Avvenimenti
Nel 2009 i Lions si recano in Sudafrica, a sfidare i campioni del mondo. Gli Springboks si aggiudicano la serie per 2-1.
L'Italia si reca in Australia e Nuova Zelanda, dove si limita a contenere il passivo, senza brillare.
La Francia subisce tre onorevoli sconfitte con Nuova Zelanda e Australia.
L'Inghilterra va in Argentina, anche se il primo match è disputato a Manchester per garantire un migliore incasso alla federazione argentina.

## British and Irish Lions in Sudafrica
Il tour si è tenuto dal 30 maggio al 4 luglio 2009 in Sudafrica e ha visto i British Lions impegnati in 10 incontri, 6 dei quali contro selezioni locali e provinciali, uno contro la nazionale giovanile sudafricana e tre test match contro gli Springboks negli ultimi tre fine settimana.
I test match si sono tenuti a Durban, Pretoria e Johannesburg e la serie ha visto prevalere i sudafricani per due incontri vinti a uno.
| Durban 20 giugno 2009, ore 15 | Sudafrica      | 26 – 21 | British Lions | ABSA Stadium (47.813 spett.)\| Arbitro: \| Bryce Lawrence \| |
| Arbitro:                      | Bryce Lawrence |         |               |                                                              |

| Pretoria 27 giugno 2009, ore 15 | Sudafrica         | 28 – 25 | British Lions | Loftus Versfeld (52.511 spett.)\| Arbitro: \| Christophe Berdos \| |
| Arbitro:                        | Christophe Berdos |         |               |                                                                    |

| Johannesburg 4 luglio 2009, ore 15 | Sudafrica        | 9 – 28 | British Lions | Ellis Park (58.318 spett.)\| Arbitro: \| Stuart Dickinson \| |
| Arbitro:                           | Stuart Dickinson |        |               |                                                              |

## Galles in Nord America
Priva dei migliori giocatori impegnati nel tour dei "Lions", la nazionale gallese si reca in Nord America per due test:
| Toronto 30 maggio 2009 | Canada | 23 – 32 | Galles |  |

| Bridgeview 6 giugno 2009 | Stati Uniti | 15 – 48 | Galles |  |

## Inghilterra contro l'Argentina
Priva dei migliori giocatori impegnati nel tour dei "Lions", la nazionale inglese disputa due match con L'Argentina. Il primo dei quali si gioca a Manchester, per garantire un più congruo incasso alla Union Argentina de rugby.
| Manchester 6 giugno 2009 | Inghilterra | 37 – 15 | Argentina | Old Trafford |

| Salta 13 giugno 2009 | Argentina | 24 – 22 | Inghilterra |  |

## Irlanda in Nord America
Priva dei migliori giocatori impegnati nel tour dei "Lions", la nazionale irlandese si reca in Nord America per due test:
| Vancouver 23 maggio 2009 | Canada | 6 – 25 | Irlanda |  |

| Santa Clara 31 maggio 2009 | Stati Uniti | 10 – 27 | Irlanda |  |

## Francia in Nuova Zelanda ed Australia
| Dunedin 13 giugno 2009 | Nuova Zelanda | 22 – 17 | Francia |  |

| Wellington 20 giugno 2009 | Nuova Zelanda | 14 – 10 | Francia |  |

| Sydney 27 giugno 2009 | Australia | 22 – 6 | Francia |  |

## 2009: France Amateurs in Brasile
| Sao Jose dos Campos 29 agosto 2009 | Brasile | 3 – 36 | Francia Amateurs |  |

| Embu 2 settembre 2009 | Brasile | 6 – 50 | Francia Amateurs |  |

## Italia in Australia e Sudafrica
Ancora poco gioco e tanta difesa per l'Italia di Nick Mallett, che ancora una volta gioca a limitare i danni, realizzando una sola meta in tre partite
| Canberra 13 giugno 2009 | Australia | 31 – 8 | Italia |  |

| Melbourne 20 giugno 2009 | Australia | 34 – 12 | Italia |  |

| Christchurch 27 giugno 2009 | Nuova Zelanda | 27 – 6 | Italia | Carisbrook |

## Namibia in Argentina
| Buenos Aires 8 maggio 2009 | Argentina A | 67 – 8 | Namibia |  |

| Buenos Aires 15 maggio 2009 | Argentina A | 19 – 7 | Namibia |  |